# Запис Стари храст (Марковац)
Запис Стари храст (Марковац‎) се налази на парцели чији је власник АД "Шумадија" недалеко од Ауто-пута: Београд-Ниш поред места Марковац (Велика Плана).

## Локација
| Општина             | Велика Плана‎                                                                |
| Катастарска општина | Марковац‎                                                                    |
| Потес               | Село                                                                        |
| Координате          | 44° 14′ 17″ С; 21° 07′ 00″ И / 44.238100000000003° С; 21.116700000000002° И |
| Надморска висина    | 102m                                                                        |

## Карактеристике
Дендрометријске вредности утврђене на терену и сателитским снимцима:
| Стабло                     | Храст |
| Висина стабла              | m     |
| Обим дебла                 | m     |
| Пречник крошње             | 7m    |
| Пречник дебла              | m     |
| Висина дебла до прве гране | m     |

## База записа
Запис је у оквиру Викимедија пројекта "Запис - Свето дрво" заведен под редним бројем 0002.